# Grondzeiler Wenum
De Windkorenmolen van Wenum is een rietgedekte grondzeiler. Deze maalvaardige korenmolen is te vinden aan de Marleweg in Wenum. Het was in korte tijd de derde molen op deze plaats; twee eerdere molens brandden af in 1908 resp. 1913. De huidige molen is niet nieuw gebouwd op deze plaats, maar was in 1840 als poldermolen in Baambrugge gebouwd. De huidige eigenaars, de familie Vorderman, zijn erfgenamen van F. Vorderman, die de poldermolen in 1913 kocht om hem als korenmolen te gaan gebruiken.
In 1924 werd een hulpmotor geplaatst om bij windstilte te kunnen malen, zodat men niet naar de watermolen in Wenum of in Vaassen hoefde uit te wijken.
De molen is voorzien van het systeem Fauel met automatische remkleppen op beide roeden. De molen is uitgerust met twee koppel maalstenen, waarmee op vrijwillige basis graan wordt gemalen. Tussen 2005 en 2008 is de molen geheel gerestaureerd.

## Trivia
Dit object lijkt driemaal ingeschreven staan in het RCE rijksmonumentenregister, namelijk de molenenaarsmolen met aangebouwd bedrijfsgedeelte 514501 en de watermolen 514502 apart, en nogmaals een keer alles samen onder 8192.